# Tyron Montgomery
Tyron Montgomery (* 29 d'abril 1967) és un creador de cinema i mitjans de comunicació alemany originari d'Irlanda que ara viu i treballa a Munic.

## Vida
Després d'estudiar Física a Wuppertal, Tyron Montgomery va estudiar comunicació visual a l'Escola d'Art de Kassel als anys noranta, centrant-se en el cinema, l'animació i la fotografia (es va graduar amb honors el 1998).
Durant els seus estudis, va fer el curtmetratge Quest l'any 1996, que va guanyar un Oscar al millor curtmetratge d'animaciói més de 40 premis internacionals (inclòs el Premi del públic al Festival de Cinema d'Animació de Stuttgart i el Cartoon d'Or). L'"Oscar" en particular va fer famós l'estudiant de cinema fins ara desconegut . Com a guanyador del premi més jove de la història, el Ministeri de Ciència i Art de Hesse va atorgar a Tyron Montgomery la Placa Goethe de l'estat de Hesse el 1997 "en reconeixement dels mèrits especials". a la vida cultural de l'estat de Hesse".
Un enllaç amb l'actriu francesa Aurélia Nolin, més coneguda pel llargmetratge d'Éric Rohmer Conte d'estiu, va portar Tyron Montgomery a París el 1997, on en els tres anys següents va viure i treballar, principalment com a dissenyador d'il·luminació, fotògraf i videoartista per a produccions teatrals. Al mateix temps, va treballar a Londres i Bristol com a director, càmera i supervisor d'efectes visuals en comercials tècnicament complexos. Durant aquest temps va desenvolupar Enregistrament de llum entrellaçada, un procés especial d'enregistrament de trucs que permet més flexibilitat en la postproducció alhora que estalvia costos.
El 1997, Tyron Montgomery va fundar la seva pròpia companyia de producció cinematogràfica (Montgomery Film) i va produir Our Garden, la primera pel·lícula en escamoteig del món per a la pantalla gran, que es va gravar i editar completament digitalment com a obra encarregada per al Ministerio Federal de Medi Ambient. Poc després, es va crear una segona empresa, "X-Plosive Media Network" per al disseny web i la producció multimèdia, que funcionava com un experiment de teletreball: els aproximadament 20 artistes gràfics, dissenyadors web i programadors de la xarxa estaven repartits per tot el món i mai es van conèixer personalment.
El 1998, el llargmetratge Die grüne Wolke va portar Tyron Montgomery de tornada a Alemanya. Va supervisar la producció cinematogràfica durant 18 mesos com a supervisor d'efectes visuals i les seves dues empreses van produir tots els trucs de model, així com nombrosos efectes i animacions. L'any 2000, Tyron Montgomery es va traslladar de París a Munic. Montgomery Film i X-Plosive Media es van convertir en l'agència Augenreiz per a Internet, multimèdia i produccions cinematogràfiques.
El 2007, Tyron Montgomery, juntament amb Seymour Duncker i Rajesh Setty, van fundar l'empresa iCharts a Silicon Valley, que va desenvolupar programari en línia per a la visualització interactiva de dadesa. Les inversions a l'empresa van ascendir a 16,3 milions de dòlars EUA. El 2008, iCharts va ser votada com una de les 50 empreses més innovadores del món a la TechCrunch50 Conference. La tecnologia subjacent "Incrustació de creació, compartició i incrustació de gràfics interactius " es va registrar com a patent de l'Oficina de Patents dels EUA el 18 de setembre de 2012. iCharts s'ha integrat a nombroses empreses i plataformes i va ser nomenada NetSuite SuiteApp de l'any el 2016. Després de l'èxit del llançament, Tyron Montgomery va deixar iCharts per continuar actiu a Munic. L'abril de 2018, la fallida d'iCharts Inc. es va presentar al Tribunal Concursal del nord de Califòrnia.
Des de 1997, Tyron Montgomery ha ensenyat a diverses escoles, incloses: al Münchner Filmwerkstatt i l'Acadèmia de Baviera per a la Televisió i els Mitjans Digitals. Imparteix conferències a festivals de cinema i del 2006 al 2013 va ser membre del jurat de disseny de comunicació al Red Dot Design Award.
Del 2004 al 2014, Tyron Montgomery va estar casar amb la dissenyadora de joies Anne Gericke. Tenen dos fills: la filla Ava (nascut el 19 de desembre de 2002) i el fill Arian (nascut el 10 de març de 2008). Els dos nens es poden veure regularment en produccions de televisió i cinema.